# 許顒
許顒（1422年—？），字孟敬，河南彰德府安陽縣人，民籍，明朝政治人物。同進士出身。

## 生平
景泰四年（1453年）癸酉科河南鄉試第十一名。景泰五年（1454年）聯捷甲戌科會試第十九名，殿試登進士第三甲第六十三名。

## 家族
曾祖許元幹，元禮儀院博士。祖父許伯厚，縣丞。父許垣。